# 龙宫陈氏宗祠
29°22′28.54″N 121°16′29.50″E / 29.3745944°N 121.2748611°E
龙宫陈氏宗祠是中国浙江省宁海县的一座宗祠，堂号为星聚堂。宗祠位于深甽镇龙宫村村口，始建于明崇祯十六年（1643年），此后经过多次改建、扩建，现存建筑面积797.63平方米。龙宫陈氏宗祠戏台为单藻井戏台，2006年5月与县内其他9处古戏台以宁海古戏台的名义被列入第六批全国重点文物保护单位。

## 历史
龙宫村陈氏始祖陈仲良于北宋末年自新昌平湖村迁此。宗祠始建于明崇祯十六年（1643年），当时的建筑包括正厅三间、平屋三间、车门三间。乾隆三十七年（1772年）新建朝南楼屋。嘉庆十九年（1814年）重建戏台，改建中厅为楼房。道光二十一年（1831年），宗祠修建围墙，二十六年（1846年）重建正厅，此后建筑又经过多次改建，形成当下形制:132。

## 形制
龙宫陈氏宗祠位于龙宫村村口，坐北朝南，面向龙溪，背靠狮山。建筑面积797.63平方米，中轴对称，中轴线由照壁、前天井、仪门、中天井、中厅、戏台、后天井、正厅构成，后天井两侧有厢房:133-134。
仪门与倒座独立，有天井相隔，这一格局在宁海各宗祠中较为罕见。仪门单檐硬山顶，面阔五间，两端设石案凳，正门上方匾额为“唐学士宋赠太师尚书令”，门面绘门神，两旁有抱鼓石，月梁、额坊、牛腿均有木雕。其中，明间牛腿木雕为倒挂狮子，次间牛腿木雕为金鸡，金鸡木雕牛腿为县内孤例:82。仪门前有对联“堂对屏山连科第，门朝秀水瑧琦行”及“僾纳天璜绕祠流，茂林秀竹护祖荫”。
中厅为穿斗式结构硬山顶建筑，面阔三间两弄，明间为演戏时的化妆场地，次间开门，上有“礼乐从先，诗书启后”字样。
戏台与中厅明间相连。戏台四柱，近正方形，单檐歇山顶，宽4.8米，深5.1米。戏台正脊为龙吻，檐角上翘。戏台藻井为八卦盘香式，叠涩盘筑，使用小坐斗相连，内部层层收缩。坐斗共有16条，雕刻为龙凤形，其中8条从井底至井口，另8条中止于井中部，井底为阴阳双鱼图案。戏台台底悬空，面距地面1.58米，敞开无勾栏:133。
正厅为单檐硬山顶单层建筑，抬梁、穿斗混合结构，面阔三间，宽16米，深11.7米，封火墙为五岳马头墙。正厅明间对联为“根发淮阳，枝繁宇寰绵世泽；源自平湖，流芳龙溪振家声”。正厅上方悬挂堂号“星聚堂”及“义门陈氏”匾额，下有三始祖画像，堂内另有“进士”、“贡生”、“状元及第”、“翰林”等匾额，其中“状元及第”匾为外迁的武状元陈桂宝所立。厢房为三间双层单檐硬山顶，宽10.7米，深5米:133。

## 保护和利用
龙宫陈氏宗祠古戏台于2003年2月被列入宁海县文物保护单位，2006年5月与县内其他9处古戏台以宁海古戏台的名义被列入第六批全国重点文物保护单位:132。宗祠现为村老年协会使用，村中农民画家亦将宗祠作为画作的展示地。2020年3月，龙宫陈氏宗祠获得国家文物保护专项资金资助166万元人民币，用于宗祠和戏台维修。

## 图片

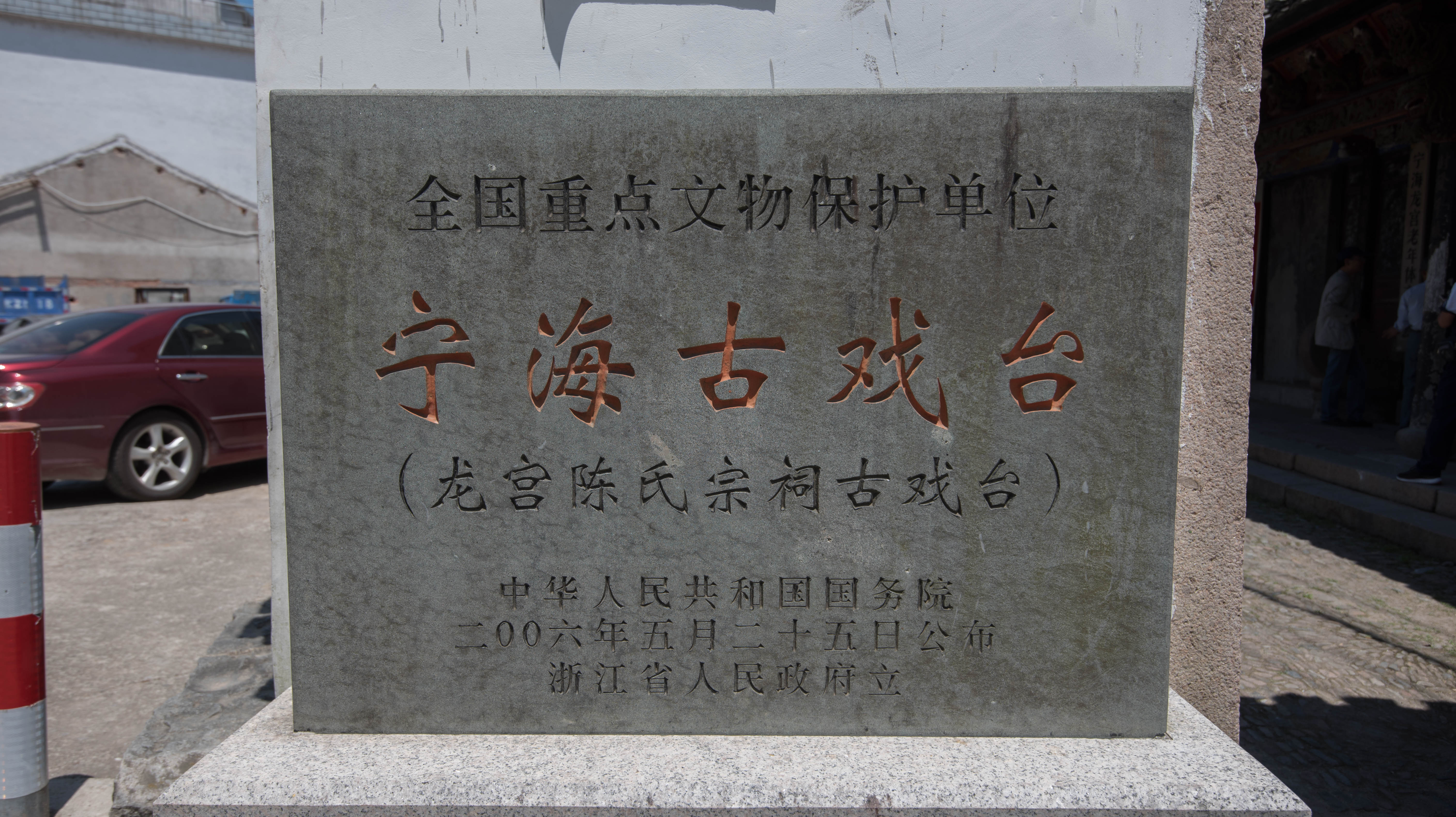
文物保护碑
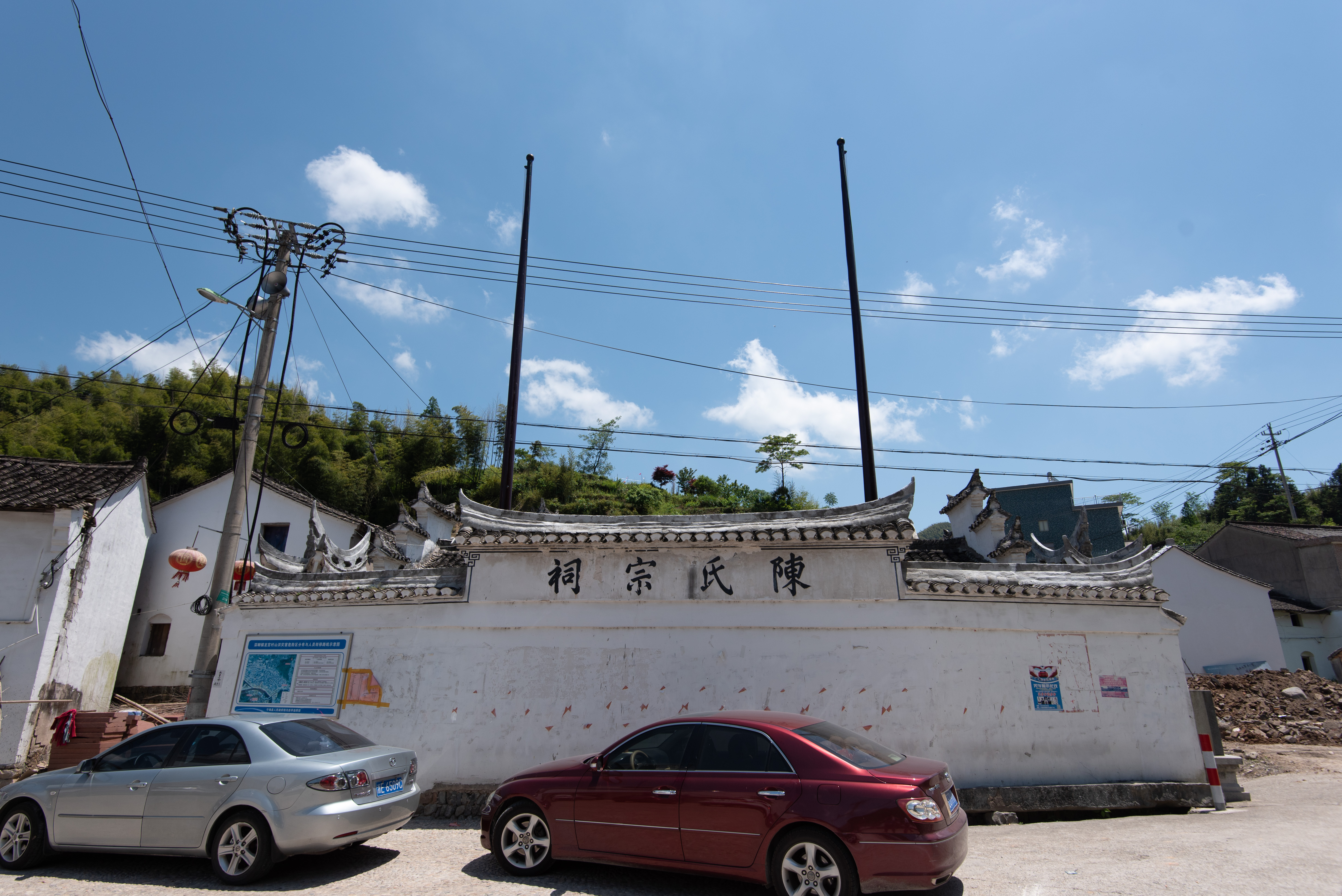
照壁和旗杆
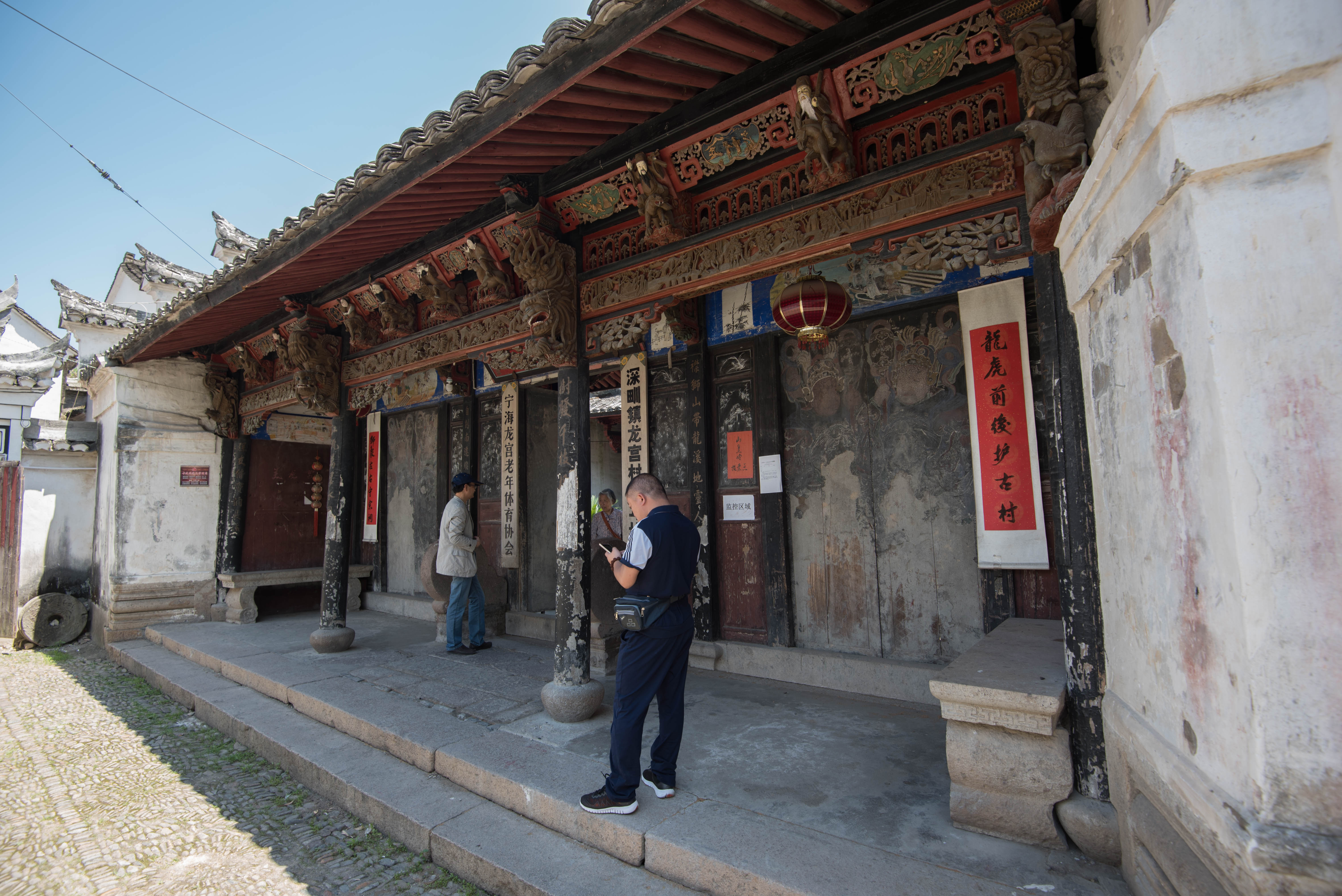
仪门
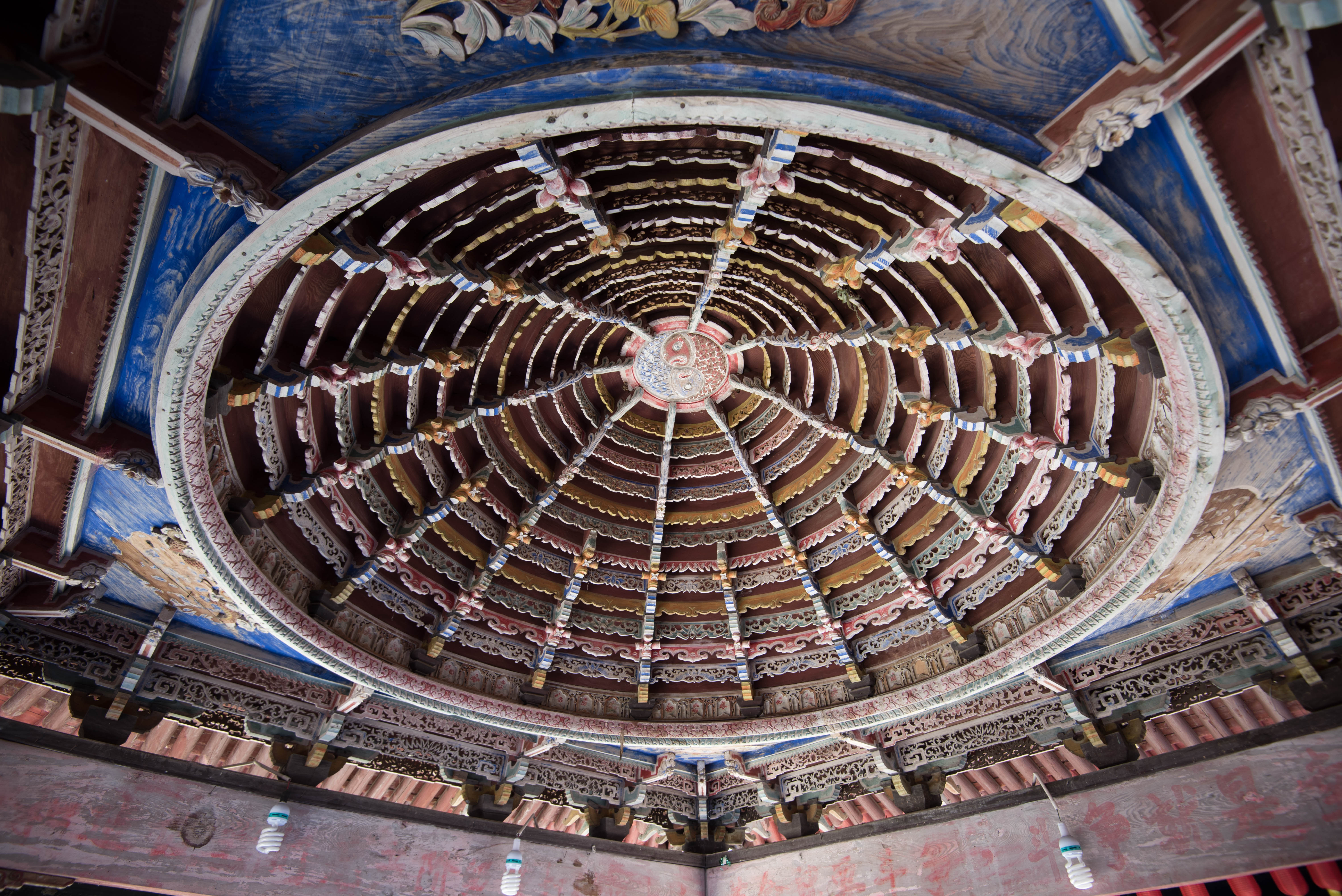
戏台藻井
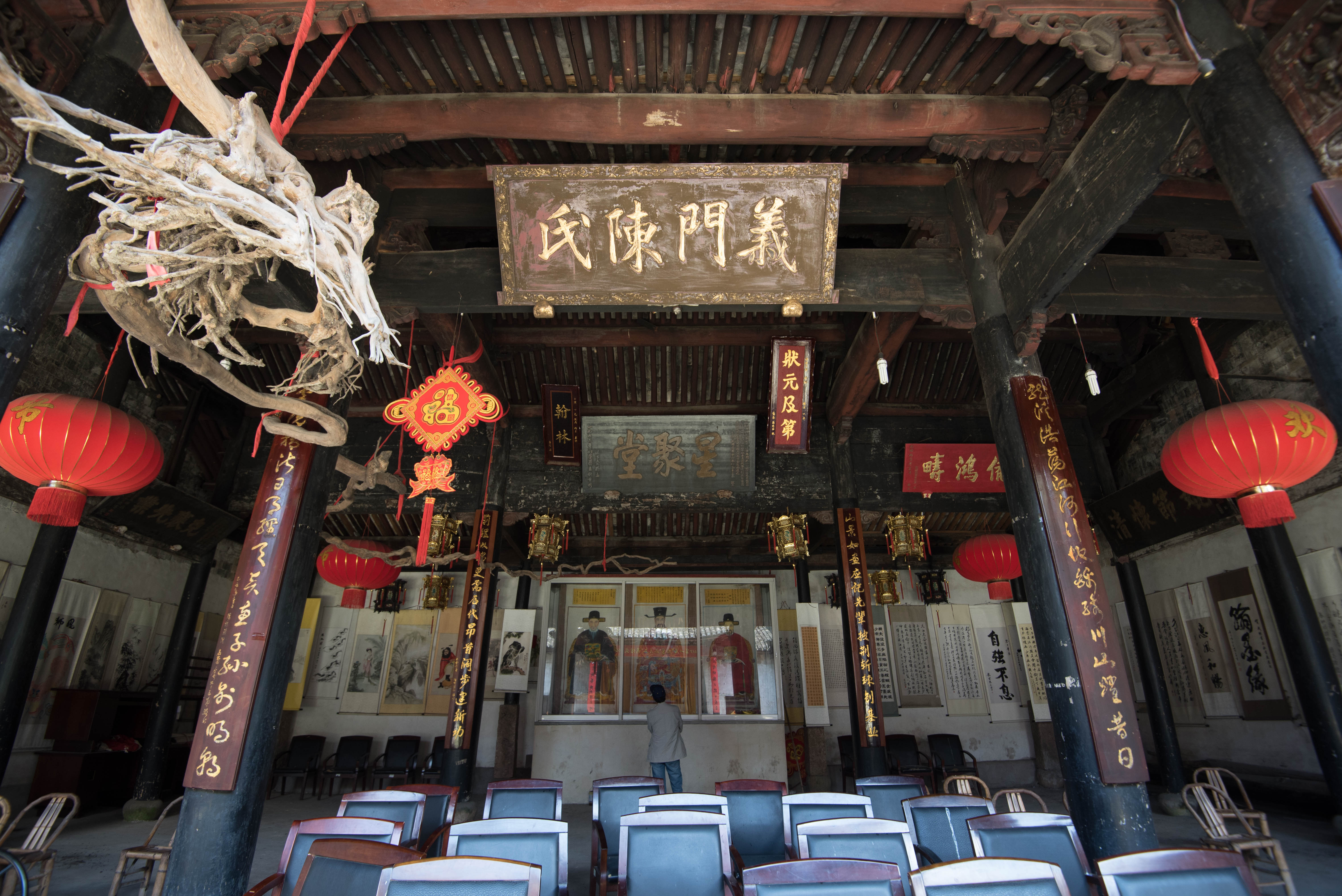
正厅